# Carlos Enrique Polanco
Carlos Enrique Polanco (Lima, 1953) es un pintor expresionista peruano.

## Biografía
Nació en 1953 en Lima, Perú. En 1975, postuló a la Escuela Nacional de Bellas Artes e ingresó. Su primer profesor fue Leonel Velarde. Se volvió amigo de Víctor Humareda, a quien describe como "un tipo solitario al que le gustaba pintar al amanecer".[cita requerida] También señaló que "el amor a la pintura me la dio Víctor Humareda".[cita requerida]
Polanco ganó una beca para estudiar en China, y estuvo tres años ahí. Este hecho provocó que empiece a dibujar pinturas con un fondo más filosófico.

## Estilo
Desde sus comienzos se sintió atraído a los menos privilegiados sectores urbanos de la ciudad de Lima. Cuando estudió en la Escuela Nacional de Bellas Artes, su obra refleja el dolor y la iconografía de los peruanos vida nocturna urbana. Polanco es un artista con un comentario social. En sus obras, se ve una fuerte conciencia social, una preocupación histórica. Según Polanco, "(...) es una pintura que cuestiona. El Perú es un arroz con mango. La identidad más concreta peruana es la identidad andina. El caos social arquitectónico de Lima se plasma en mi trabajo".[cita requerida] Para él, "el expresionismo es un lenguaje, es un modo de vivir y sentir la vida. (...) la pintura es dominar la realidad".[cita requerida] Admira la pintura cuzqueña.
Actualmente, Polanco es un cronista de la sociedad de América Latina contemporánea, representando a los sobrevivientes de la lucha urbana como los ganadores de la batalla social. En el expresionismo indigenista peruano historia del arte, Polanco sigue el camino de pintores como Julia Codesido, Sérvulo Gutiérrez, Víctor Humareda y David Herskovitz.